# Seznam členů Ústavodárného Národního shromáždění republiky Československé po volbách v roce 1946
Toto je seznam členů Ústavodárného Národního shromáždění republiky Československé po volbách v roce 1946, kteří zasedali v tomto zákonodárném sboru Československa ve volebním období 1946-1948.

## Abecední seznam poslanců
Včetně poslanců, kteří nabyli mandát až dodatečně jako náhradníci (po rezignaci či úmrtí předchozího poslance). V závorce uvedena stranická příslušnost.

### A - H
- Jan Abrahám (KSČ)
- Peter Babej (KSS)
- Karol Bacílek (KSS)
- Jozef Baláž (DS)
- Antonín Bartoš (ČSNS)
- JUDr. prof Jan Bartuška (KSČ)
- Štefan Bašťovanský (KSS)
- JUDr. Václav Bátěk (ČSL)
- MUDr. Jan Bělehrádek (ČSSD)
- JUDr. Samuel Belluš (DS)
- Dr. Ing. Štěpán Benda (ČSL)
- Vojta Beneš (ČSSD)
- JUDr. Jaromír Berák (ČSL)
- JUDr. Vilém Bernard (ČSSD)
- Zdeněk Bezděk (ČSSD)
- Ladislav Blaha (KSČ)
- MUDr. prof František Bláha (ČSSD)
- Štefan Blaško (DS)
- PhDr. Emanuel Böhm (DS)
- Václav Bolen (ČSNS)
- Josef Borůvka (KSČ)
- Ing. Adolf Bouchal (ČSNS)
- Jozef Brieška (DS)
- Stanislav Broj (ČSL)
- JUDr. Jozef Brúha (Strana slobody)
- Jan Brukner (ČSL)
- František Bubník (KSČ)
- Stanislav Bubník (ČSNS)
- JUDr. Miloš Bugár (DS)
- Jan Buchvaldek (KSČ)
- JUDr. Bohumír Bunža (ČSL)
- MUDr. Rudolf Bureš (KSČ)
- JUDr. Gustav Burian (ČSNS)
- Josef Caňkář (ČSNS)
- Ladislav Cígler (ČSSD)
- JUDr. Vladimír Clementis (KSS)
- František Cvinček (DS)
- JUDr. Alexej Čepička (KSČ)
- Josef Čihák (KSČ)
- Alois Čížek (ČSNS)
- Marek Čulen (KSS)
- Josef David (ČSNS)
- Václav David (KSČ)
- Ján Daxner (DS)
- Bohuslav Deči (ČSNS)
- Jan Děd (ČSNS)
- František Desenský (ČSL)
- JUDr. Jaromír Dolanský (KSČ)
- Jan Doležel (ČSSD)
- JUDr. Prokop Drtina (ČSNS)
- JUDr. Ivo Ducháček (ČSL)
- Július Ďuriš (KSS)
- Evžen Erban (ČSSD)
- JUDr. Vojtěch Erban (ČSSD)
- JUDr. Michal Falťan (KSS)
- Ján Ferjak (DS)
- Zdeněk Fierlinger (ČSSD)
- Ing. Kornel Filo (DS)
- Julius Firt (ČSNS)
- JUDr. Mikuláš Franek (DS)
- Antonín Fránek (ČSL)
- Rudolf Fraštacký (DS)
- Ivan Frlička (Strana práce, pak ČSSD)
- Eduard Fusek (ČSL)
- Vladimír Görner (ČSSD)
- Robert Gottier (KSS)
- Antonín Gottwald (ČSSD)
- Klement Gottwald (KSČ)
- Antonín Gregor (KSČ)
- JUDr. Kornel Haim (KSS)
- František Hála (ČSL)
- Jozef Hanzel (Strana slobody)
- Jan Harus (KSČ)
- Ján Haško (DS)
- František Hatina (ČSSD)
- Ing. Josef Herl (ČSL)
- Jaroslav Hladký (ČSSD)
- Alois Hložek (KSČ)
- JUDr. Ladislav Hobza (ČSNS)
- Anežka Hodinová-Spurná (KSČ)
- JUDr. Fedor Hodža (DS)
- Ladislav Holdoš (KSS)
- Václav Holub (ČSSD)
- JUDr. Ivan Holý (KSČ)
- Oleg Homola (KSČ)
- Ota Hora (ČSNS)
- Jan Horák (ČSL)
- JUDr. Milada Horáková (ČSNS)
- Josef Horn (KSČ)
- Jozef Horváth (DS)
- Alois Hořínek (ČSL)
- Růžena Hrbková (ČSNS)
- JUDr. Antonín Hřebík (ČSNS)
- JUDr. Gustáv Husák, CSc. (KSS)
- Karol Hušek (DS)
- Alfons Hykl (KSČ)
- František Hynek (ČSL)

### CH - R
- Cyril Charvát (ČSL)
- Václav Chleborád (KSČ)
- František Chovanec (ČSSD)
- PhDr. Bohdan Chudoba (ČSL)
- JUDr.prof. Václav Chytil (ČSL)
- Josef Jägermann (KSČ)
- Ing. Alois Janáček (ČSL)
- Ing. Ludmila Jankovcová (ČSSD)
- Josef Janouš (KSČ)
- Alois Jaroš (ČSNS)
- František Jaroš (KSČ)
- Oskár Jeleň (KSS)
- JUDr. Miroslav Jelínek (ČSSD)
- Ing. doc. Štěpán Ješ (ČSNS)
- Václav Jirásek (ČSNS)
- JUDr. Oldřich John (ČSSD)
- JUDr. Matej Josko (DS)
- Václav Juha (KSČ)
- Anna Jungwirthová (ČSSD)
- Josef Jura (KSČ)
- MUDr.Ing. Karel Kácl, DrSc.prof. (ČSNS)
- František Kaďůrek (ČSL)
- Alfred Kaleta (KSČ)
- Ing. doc. Ladislav Kameníček (ČSNS)
- František Kaplan (ČSSD)
- Josef Kapoun (KSČ)
- JUDr. Ján Kempný (DS)
- František Klátil (ČSNS)
- Antonie Kleinerová (ČSNS)
- Bohumil Klícha (KSČ)
- JUDr. Adolf Klimek (ČSL)
- Julius Klimek (ČSL)
- Augustin Kliment (KSČ)
- Karel Kliment (KSČ)
- Štěpán Kobylka (ČSNS)
- JUDr. Štefan Kočvara (DS)
- JUDr. Jaroslav Kokeš (KSČ)
- Jaroslav Kolář (KSČ)
- Václav Kolařík (ČSNS)
- František Komzala (KSS)
- Josef Konvalina (ČSL)
- Ing. Jan Kopecký (ČSL)
- Václav Kopecký (KSČ)
- Rudolf Koštejn (KSČ)
- Ladislav Koubek (KSČ)
- Antonín Kovář (ČSSD)
- JUDr. Helena Koželuhová-Procházková (ČSL)
- František Krajčír (KSČ)
- RNDr. Vladimír Krajina (ČSNS)
- Jaroslav Kratochvíl (ČSL)
- Josef Krosnář (KSČ)
- František Křepela (ČSNS)
- Jaromír Kubánek (KSČ)
- Josef Kubát (ČSSD)
- Matilda Kulichová-Sutórisová (DS)
- MVDr. Martin Kvetko (DS)
- JUDr. Gerard Langer (KSČ)
- František Langr (ČSNS)
- Bohumil Laušman (ČSSD)
- Václav Lavička (KSČ)
- Jaroslav Ledl (KSČ)
- Josef Lesák (ČSNS)
- JUDr. Jozef Lettrich (DS)
- JUDr. Igor Levkanič (DS, pak (KSS))
- Ján Lichner (DS)
- PhDr. Ľudovít Linczényi (DS)
- Jaroslav Lindauer (ČSSD)
- Gustav Loubal (ČSNS)
- Božena Machačová-Dostálová (KSČ)
- Václav Majer (ČSSD)
- Olga Maršálová (KSČ)
- Valentín Matrka (DS)
- Vladimír Matula (KSČ)
- František Matýsek (ČSL)
- Karel Mestek (KSČ)
- Václav Mikuláš (ČSNS)
- Jozef Mjartan (DS)
- Rudolf Morávek (ČSNS)
- František Mráz (KSČ)
- František Musil (KSČ)
- Michal Navračič (KSS)
- Josef Nedoma (ČSNS)
- PhDr. Zdeněk Nejedlý, akad. (KSČ)
- JUDr. Jan Němec (ČSSD)
- Josef Nepomucký (KSČ)
- Jindřich Nermuť (ČSL)
- Alois Neuman (ČSNS)
- Václav Nosek (KSČ)
- Josef Novák (ČSL)
- Stanislav Novák (ČSNS)
- Ladislav Novomeský (KSS)
- Jan Novotný (ČSSD)
- JUDr.PhDr. Ludvík Novotný (ČSNS)
- Vilém Nový (KSČ)
- Ivan Olbracht (KSČ)
- Josef Papáček (ČSNS)
- František Parez (ČSNS)
- Václav Pašek (KSČ)
- Jaroslav Pavlán (ČSSD)
- Běla Pažoutová (ČSSD)
- Jindřich Pešák (KSČ)
- Alois Petr (ČSL)
- Norbert Pexa (ČSL)
- JUDr. Ivan Pietor (DS)
- Jan Plesl (ČSL)
- Dr., h. c. Josef Plojhar (ČSL)
- Antonín Podzimek (KSČ)
- Milan Polák (DS)
- Josef Polomský (ČSL)
- JUDr. Adolf Procházka (ČSL)
- JUDr.prof. Vladimír Procházka (KSČ)
- František Přeučil (ČSNS)
- Zdeněk Půček (KSČ)
- JUDr. Ján Púll (KSS)
- Ing. Milan Reiman (KSČ)
- PhDr. Hubert Ripka (ČSNS)
- JUDr. Alois Rozehnal (ČSL)
- Titus Rožnay (DS)
- Jan Rych (KSČ)
- Ludvík Rychtera (ČSNS)
- JUDr. Jaroslav Řehulka (ČSL)

### S - Z
- Pavel Sajal (ČSSD)
- Robert Samek (ČSNS)
- Miroslav Sedlák (ČSSD)
- Ladislav Skaunic (ČSSD)
- Čeněk Skokánek (ČSSD)
- Růžena Skřivanová (ČSNS)
- Václav Sládek (KSČ)
- Rudolf Slánský (KSČ)
- Leopold Slíva (ČSNS)
- Jan Sluka (ČSSD)
- Oldřich Smejkal (ČSSD)
- Josef Smrkovský (KSČ)
- Ing. Dr. Rostislav Sochorec (ČSL)
- Jaroslav Sosnar (KSČ)
- Gustav Souček (KSČ)
- Alois Soukup (ČSL)
- Jan Sova (ČSL)
- Ing.,RCDr. Bedřich Spáčil (KSČ)
- JUDr. Jozef Staško (DS)
- JUDr. Bedřich Steiner (KSČ)
- Ferdinand Stopka (KSČ)
- JUDr. Jan Stránský (ČSNS)
- JUDr. Jaroslav Stránský (ČSNS)
- Ing. Jozef Styk (DS)
- Jaroslav Süsmilich (KSČ)
- Jan Sutr (KSČ)
- František Svoboda (KSČ)
- Rudolf Svoboda (KSČ)
- Ing. Jindřich Synek (ČSL)
- Matylda Synková (KSČ)
- Marie Syrovátková-Palečková (KSČ)
- JUDr. Tibor Šabo (Strana slobody)
- Jozef Šabršula (Strana práce, pak ČSSD)
- JUDr. Ján Ševčík (DS)
- Josef Ševčík (ČSNS)
- Pavla Šimonková (KSČ)
- JUDr. Augustin Šíp (ČSNS)
- Viliam Široký (KSS)
- Barbora Škrlantová (KSČ)
- Otto Šling (KSČ)
- Milena Šmejcová (ČSNS)
- Karol Šmidke (KSS)
- Jindřich Šnobl KSČ)
- JUDr. Jozef Šoltész (KSS)
- PhDr. Július Špánik (DS)
- ThDr.h.c. Jan Šrámek, Msgre. (ČSL)
- František Štambachr (ČSL)
- JUDr. Ivan Štefánik (DS)
- Karel Štekl (KSČ)
- Bohumil Štěpán (ČSL)
- Josef Štětka (KSČ)
- Andělín Šulík (ČSNS)
- Marie Švermová (KSČ)
- Vladimír Tichota (ČSNS)
- Václav Tichý (ČSNS)
- Josef Tomášek (ČSL)
- Čeněk Torn (ČSNS)
- Marie Trojanová (KSČ)
- Marie Trojanová (ČSL)
- Karel Tula (KSČ)
- Mária Turková (KSS)
- Msgre. Alois Tylínek (ČSL)
- Alois Tyll (KSČ)
- František Tymeš (ČSSD)
- Jindřich Uher (KSČ)
- PhDr. František Uhlíř (ČSNS)
- Jarmila Uhlířová (ČSNS)
- Eliška Ullrichová (KSČ)
- Josef Ulrich (ČSNS)
- Bohumil Urbánek (ČSNS)
- Ján Ursíny (DS)
- Karel Václavů (KSČ)
- JUDr. Vojtech Vagašský (DS)
- Václav Vach (KSČ)
- Jozef Valo (KSS)
- Antonín Vandrovec (ČSNS)
- PhDr. Otakar Vašek (KSČ)
- František Verosta (KSČ)
- RNDr. Josef Veverka (ČSSD)
- Pavol Viboch (DS)
- Josef Vičánek (ČSL)
- Alexander Vido (DS)
- Blažej Vilím (ČSSD)
- Josef Vítek (KSČ)
- Josef Vítovec (KSČ)
- Antonín Vlach (KSČ)
- Jan Vodička (KSČ)
- Emil Vojanec (ČSL)
- RNDr. Alois Vošahlík (ČSL)
- Jaroslav Vyškovský (DS)
- Ludmila Weberová (KSČ)
- Emil Weiland (ČSNS)
- Antonín Zápotocký (KSČ)
- Viktor Zavacký (DS, pak (KSS))
- Františka Zeminová (ČSNS)
- PhDr. Petr Zenkl (ČSNS)
- JUDr. Michal Zibrín (DS)
- Helena Zimáková (KSČ)
- Antonín Zmrhal (KSČ)
- František Zupka (KSS)
- Josef Zuzaňák (KSČ)
- František Zvěřina (ČSL)
- Jaromíra Žáčková-Batková (ČSNS)
- Andrej Žiak (DS)